# Cholapuram
Cholapuram é uma panchayat (vila) no distrito de Thanjavur, no estado indiano de Tamil Nadu.

## Geografia
Cholapuram está localizada a 9° 22′ N, 77° 35′ L. Tem uma altitude média de 123 metros (403 pés).

## Demografia
Segundo o censo de 2001,  Cholapuram  tinha uma população de 6364 habitantes. Os indivíduos do sexo masculino constituem 48% da população e os do sexo feminino 52%. Cholapuram tem uma taxa de literacia de 72%, superior à média nacional de 59.5%; a literacia no sexo masculino é de 79% e no sexo feminino é de 66%. 12% da população está abaixo dos 6 anos de idade.